# 埃亚勒·埃利希
埃亚勒·埃利希（希伯來語：אייל ארליך，1977年1月1日—），以色列已退役男子网球运动员。他在1997年9月15日取得個人單打排名新高的144名，而最高雙打排名則是160名，在1998年6月8日取得。

## 職業生涯
埃利希首次參加大滿貫是1995年温布尔登网球锦标赛，以幸運落敗者身份取得進入會內賽資格，但在第一輪被德國球手以三盤直落阿尔内·汤姆斯淘汰出局。三年後他再一次參加大滿貫，這次是1998年美國網球公開賽，但同樣在第一輪輸給張德培而出局。
此外他曾代表以色列參加台維斯盃，總計上場16次，並贏了9次，其中5場是單打，4場是雙打。

## 巡迴賽決賽及冠軍
下述資訊一概出自ATP Tour官方網站的記載。

### 雙打
| 賽事          |
| ------------- |
| 大滿貫 (0)    |
| ATP巡迴賽 (0) |
| 挑戰賽 (3)    |

| 賽果 | 日期       | 類型      | 巡迴賽         | 地面 | 拍擋          | 對手                              | 比分               |
| ---- | ---------- | --------- | -------------- | ---- | ------------- | --------------------------------- | ------------------ |
| 負   | 1996年10月 | ATP巡迴賽 | 以色列特拉維夫 | 硬地 | 诺姆·贝尔     | 马科斯·翁德鲁什卡 格兰特·斯塔福德 | 3–6, 2–6           |
| 負   | 1997年7月  | 挑戰賽    | 加拿大格兰比   | 硬地 | 洛伦索·曼塔   | 格兰特·多伊尔 马克·默克莱因       | 5–7, 3–6           |
| 冠軍 | 1998年3月  | 挑戰賽    | 德國马格德堡   | 地毯 | 莫塞·纳瓦拉   | 马科斯·翁德鲁什卡 克里斯·威尔金森 | 4–6, 6–1, 6–4      |
| 負   | 1998年4月  | 挑戰賽    | 英國伯明翰     | 地毯 | 埃里奇·塔伊諾 | 道格·弗拉赫 戴維·威特             | 4–6, 5–7           |
| 冠軍 | 1998年5月  | 挑戰賽    | 以色列耶路撒冷 | 硬地 | 诺姆·贝尔     | 内维尔·戈德温 戴維·南京           | W/O                |
| 負   | 1999年7月  | 挑戰賽    | 西班牙科爾多瓦 | 硬地 | 诺姆·贝尔     | 岩渊聪 奥列格·奥戈罗多夫          | 3–6, 2–6           |
| 負   | 2000年7月  | 挑戰賽    | 英國布里斯托爾 | 草地 | 诺姆·贝尔     | 喬丹·克爾 达米安·罗伯茨           | 3–6, 6–1, 3–6      |
| 冠軍 | 2000年7月  | 挑戰賽    | 土耳其伊斯坦堡 | 硬地 | 诺姆·贝尔     | 瓦季姆·库岑科 奥列格·奥戈罗多夫   | 6–7(5–7), 6–3, 6–3 |